# Norbert Motylewski
Norbert Motylewski herbu Pomian (imię cywilne Józef; ur. 6 marca 1885 w Warszawie na Pradze w rodzinie szlacheckiej, zm. 29 września 1943 w Częstochowie) – polski zakonnik, paulin, trzykrotny przeor klasztoru na Jasnej Górze.

## Życiorys

### Kapłaństwo
Po ukończeniu szkoły w Warszawie i Petersburgu, w 1903 wstąpił do Wyższego Seminarium Duchownego w Warszawie. 18 października 1908 przyjął święcenia kapłańskie z rąk bpa Kazimierza Ruszkiewicza w kościele Św. Krzyża w Warszawie. Był wikariuszem w Łowiczu, Białej k. Rawy Mazowieckiej, Tarczynie, Warce, Wiskitkach, Łodzi, Brzezinach oraz proboszczem w Czermnie.

### Zakon paulinów
26 sierpnia 1925 wstąpił, za zgodą ks. kard. Aleksandra Kakowskiego, do zakonu oo. paulinów w Krakowie na Skałce. 10 września tegoż roku otrzymał nowe imię – Norbert. W zakonie pełnił obowiązki administratora domu w Leśnej Podlaskiej (1927–1929), na Jasnej Górze (1929–1930) oraz kustosza bazyliki jasnogórskiej (1930–1934).

### Przeor jasnogórski
W dniu 1 października 1934 został mianowany przeorem Jasnej Góry. Ten urząd – za specjalnym indultem Stolicy Apostolskiej – pełnił do końca życia, przez trzy kadencje (1934–1943). Na tym stanowisku odegrał opatrznościową rolę podczas okupacji hitlerowskiej. Na jego interwencję, a za aprobatą abp. Adama Sapiehy, Hans Frank wstrzymał rewizję trzech zabytkowych dzwonów, a u schyłku wojny z powodu nadciągającego frontu, anulował eksmisję ojców, oraz biblioteki i skarbca. Nie udało się o. Norbertowi Motylewskiemu obronić porywczego kaznodzei o. Romualda Kłaczyńskiego, który za stanowcze słowa o zmartwychwstaniu Polski został aresztowany i skatowany na śmierć w obozie koncentracyjnym Dachau. W  czasie hitlerowskiej okupacji okazał się roztropnym dyplomatą i zarazem mądrym patriotą. Ojciec Norbert taktycznie współpracował z podziemiem zbrojnym, któremu do stałych kontaktów oddelegował co najmniej trzech ojców; sam nie zdradzał się ze swoimi patriotycznymi przekonaniami, dzięki czemu wyciszył kilka zapowiedzianych rewizji, ostrzeżony przez życzliwych policjantów. Tak też było ze stacjonującymi w klasztorze kapelanami Wehrmachtu i zwykłymi żołnierzami. Dzięki ich lojalności klasztor zaopatrywał setki wysiedlonych i ludzi podziemia w żywność, opał i artykuły codziennego użytku, które zwożono samochodami niemieckimi i rozprowadzano pod wskazane adresy. Jako jedyny z paulinów otrzymał prawo wychodzenia do chorych w godzinach nocnych. Zmarł nagle na Jasnej Górze w dniu 29 września 1943 i został pochowany w krypcie pod Kaplicą Matki Bożej w dniu 1 października 1943.